# Стерджон-Лейк 154
Стерджон-Лейк 154 (англ. Sturgeon Lake 154) — індіанська резервація в Канаді, у провінції Альберта, у межах муніципального району Ґрінв'ю № 16.

## Населення
За даними перепису 2016 року, індіанська резервація нараховувала 1447 осіб, показавши зростання на 24,5%, порівняно з 2011-м роком. Середня густина населення становила 9,6 осіб/км².
З офіційних мов обидвома одночасно володіли 5 жителів, тільки англійською — 1 445. Усього 225 осіб вважали рідною мовою не одну з офіційних, з них 220 — одну з корінних мов.
Працездатне населення становило 55,7% усього населення, рівень безробіття — 36,3%.
Середній дохід на особу становив $27 584 (медіана $19 554), при цьому для чоловіків — $31 041, а для жінок $23 938 (медіани — $19 581 та $19 503 відповідно).
15,3% мешканців мали закінчену шкільну освіту, не мали закінченої шкільної освіти — 55,2%, 29,6% мали післяшкільну освіту, з яких 3,3% мали диплом бакалавра, або вищий.
| Статево-вікова структура населення | Статево-вікова структура населення | Статево-вікова структура населення | Статево-вікова структура населення | Статево-вікова структура населення |
| ---------------------------------- | ---------------------------------- | ---------------------------------- | ---------------------------------- | ---------------------------------- |
|                                    |                                    |                                    |                                    |                                    |
| Всього                             | Всього                             | 50,9%49,1%                         |                                    |                                    |
| 0 — 14 років                       | 0 — 14 років                       |                                    | 29,8%                              | 29,8%                              |
| 15 — 64 років                      | 15 — 64 років                      |                                    | 64,7%                              | 64,7%                              |
| 65 і більше                        | 65 і більше                        |                                    | 5,5%                               | 5,5%                               |
| Середній вік (років)               | Середній вік (років)               | 29,830,1                           | 29,9                               | 29,9                               |
| Медіана (років)                    | Медіана (років)                    | 26,425,7                           | 25,9                               | 25,9                               |
| — чоловіки — жінки                 |                                    |                                    |                                    |                                    |

| Походження мешканців:     | Походження мешканців:     | Походження мешканців: | Походження мешканців: | Походження мешканців: |
| ------------------------- | ------------------------- | --------------------- | --------------------- | --------------------- |
| Походження                |                           |                       | осіб                  | %                     |
| Корінні американці        | Корінні американці        |                       | 1 420                 | 98.27%                |
| Інше північноамериканське | Інше північноамериканське |                       | 10                    | 0.69%                 |
| Європейське               | Європейське               |                       | 280                   | 19.38%                |
| британське                | британське                |                       | 135                   | 9.34%                 |
| французьке                | французьке                |                       | 115                   | 7.96%                 |
| українське                | українське                |                       | 10                    | 0.69%                 |
| Африканське               | Африканське               |                       | 10                    | 0.69%                 |
| Азійське                  | Азійське                  |                       | 10                    | 0.69%                 |

## Клімат
Середня річна температура становить 2,4°C, середня максимальна – 20,4°C, а середня мінімальна – -19°C. Середня річна кількість опадів – 501 мм.
| Клімат поселення                              | Клімат поселення | Клімат поселення | Клімат поселення | Клімат поселення | Клімат поселення | Клімат поселення | Клімат поселення | Клімат поселення | Клімат поселення | Клімат поселення | Клімат поселення | Клімат поселення | Клімат поселення |
| Показник                                      | Січ.             | Лют.             | Бер.             | Квіт.            | Трав.            | Черв.            | Лип.             | Серп.            | Вер.             | Жовт.            | Лист.            | Груд.            |                  |
| Середній максимум, °C                         | −6,51            | −2,82            | 2,43             | 10,02            | 15,57            | 19,67            | 20,37            | 19,51            | 14,58            | 9,18             | −0,29            | −5,92            |                  |
| Середня температура, °C                       | −12,76           | −9,07            | −3,83            | 3,76             | 9,34             | 13,41            | 15,51            | 14,65            | 9,73             | 4,33             | −5,14            | −10,78           |                  |
| Середній мінімум, °C                          | −19              | −15,32           | −10,07           | −2,48            | 3,10             | 7,18             | 10,66            | 9,82             | 4,88             | −0,54            | −10              | −15,62           |                  |
| Норма опадів, мм                              | 35               | 20               | 20               | 23               | 46               | 79               | 87               | 65               | 46               | 27               | 28               | 25               |                  |
| Середньомісячна швидкість вітру, м/с          | 3.14             | 3.19             | 3.20             | 3.40             | 3.40             | 3.20             | 2.90             | 2.80             | 3.10             | 3.40             | 3.10             | 3.26             |                  |
| Середньомісячна сонячна радіація, кДж/м²·день | 2896             | 6156             | 11488            | 16770            | 20252            | 21903            | 21596            | 17921            | 11831            | 6570             | 3148             | 2076             |                  |
| --------------------------------------------- | ---------------- | ---------------- | ---------------- | ---------------- | ---------------- | ---------------- | ---------------- | ---------------- | ---------------- | ---------------- | ---------------- | ---------------- | ---------------- |
| Джерело:                                      |                  |                  |                  |                  |                  |                  |                  |                  |                  |                  |                  |                  |                  |